# 經武路 (鳳山區)
經武路（Jingwu Rd.）為高雄市鳳山區的南北向重要幹道，編號市道183號。北起於鳳松路口，途中與起於建國路口的台25線共線。南止於光遠路口，市道183號往南續接維新路，而台25線左轉光遠路與台1戊線共線。經武路是鳳山市區往來鎮北地區的主要道路及南北長途往來楠梓區的重要路段之一。

## 行經行政區域
- 鳳山區

## 歷史

### 維新陸橋

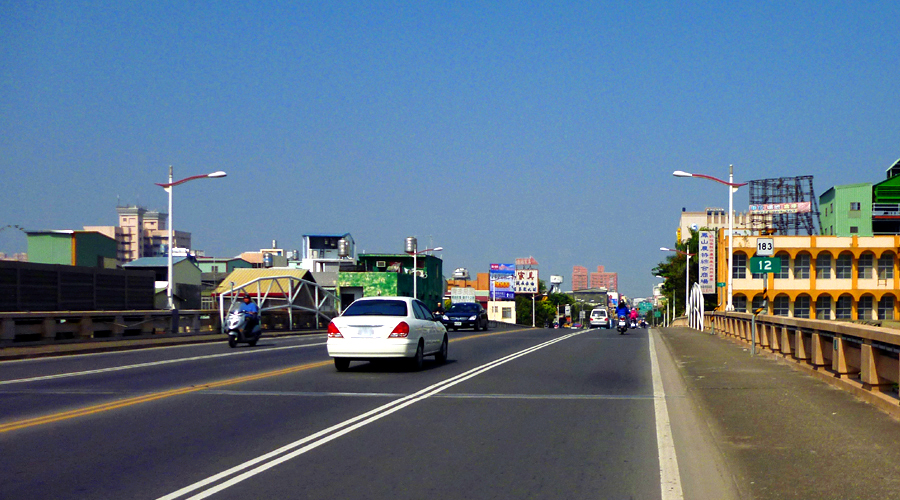
拆除前的維新陸橋（往鳳仁路口，2012年2月10日拍攝）。

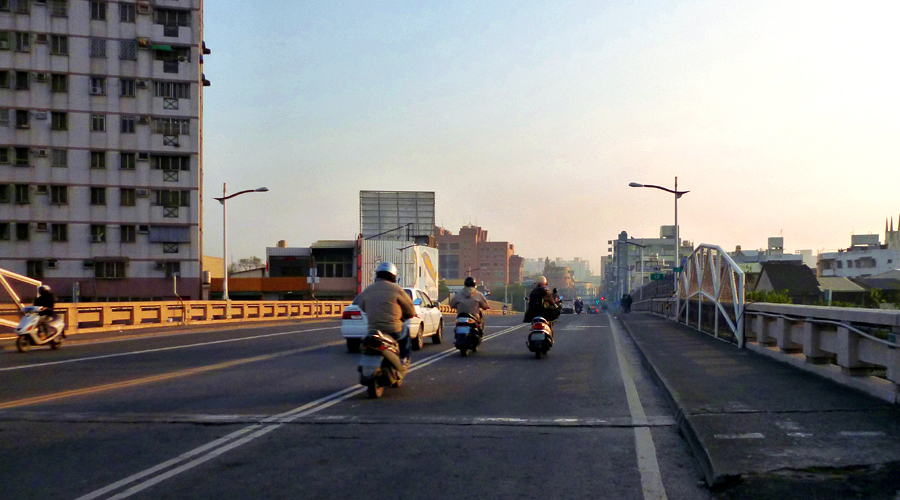
拆除前的維新陸橋（往光復路口，2012年2月10日拍攝）。

位於鳳山區鳳仁路至鳳山區光復路之間，跨越臺灣鐵路屏東線，1972年建造，據鳳山區北門里里長謝秀霞表示，興建原因為時任中華民國總統蔣中正與第一夫人宋美齡前往視察中華民國陸軍軍官學校，行經鳳松路鐵路平交道交通堵塞以致延誤行程，指示另做一條替代道路，才會興建維新陸橋，紓解地方交通
。
2018年10月14日因鐵路遷入地下永久路線營運啟用。而橋體拆除原定2019年4月29日開始拆除，但考量陸橋有高低差，適逢5至11月雨汛期，若此時執行拆除會有防汛疑慮，又因為自來水管管線及箱涵遷移等前置作業尚未進行。而延至雨汛期過後的同年10月26日凌晨進行拆除，12月31日先開放經武路的中央雙向車道通行，4月24日完成經武路原陸橋段平面化的後續工程。

## 沿線設施
（由北至南）
- 鳳松路
- 全聯福利中心鳳山經武店
- 全家便利商店鳳山力行店
- 屈臣氏鳳松店
- 武松公園
- 鎮北郵局
- 7-Eleven建武門市
- 建國路二、一段
- 中華電信鳳山經武服務中心
- 高雄市政府環境保護局鳳山區清潔隊
- 鳳山獸魂碑
- 高雄鐵路綠園道
- 鳳山博愛公園
- 曹公圳
- 高雄鳳山假日農夫市集
- 高雄市立鳳山醫院
- 高雄市政府警察局鳳山分局
- 高雄市政府消防局第一中隊、鳳山分隊
- 鳳山區公所
- 高雄市政府工務局違章建築處理大隊
- 高雄市鳳山區第一戶政事務所
- 鳳山區衛生所
- 麥當勞光遠店
- 光遠路

## 公車資訊
- 高雄客運
  - 5 鳳山－關帝廟
  - 23 鳳山－坔埔
- 港都客運
  - 橘8 建軍站（捷運衛武營站）－鳳山車站－鳳山轉運站（捷運大東站）－過埤派出所
  - 橘16 鳳山轉運站（捷運大東站）－仁武區公所

## 公共自行車
- 高雄市公共自行車租賃系統：
  - 鳳松路綠地：文龍東路/經武路(西北側)
  - 武松公園：經武路/經武路225巷西南側
  - 北鳳山區清潔隊：經武路/鳳松路114巷(西南側)
  - 鳳山區公所：經武路34巷口/鳳林公路東側
  - 博愛公園：經武路/博愛路口西南側